# Philepittidae
Os philepittídeos — família Philepittidea — são pequenos pássaros restritos às florestas de Madagascar. Apresentam bico encurvado e dimorfismo sexual através de plumagem dicrômica, na qual os machos exibem uma barbela iridescente azul ou verde ao redor dos olhos; estas barbelas são especialmente conspícuas na estação reprodutiva e sua coloração é resultante de uma matriz de fibras de colágeno; este método de pigmentação é único no reino animal. 

## Descrição
Philepittidae conjuntamente com as famílias Pittidae e Eurylaimidae formam um clado monofilético de pássaros subóscines endêmicos do Velho Mundo. Atualmente eles estão amplamente distribuídos na região tropical da África, de Madagascar, da Ásia e na região australo-papuana. Embora sejam bem menos diversos do que os subóscines do Novo Mundo, ainda sim incluem um grupo ecologicamente amplo de pássaros terrícolas e arborícolas, insetívoros, frugívoros e nectarívoros. 
Conquanto Philepittidae esteja no momento alocada na subordem Tyranni, certas características anatômicas sugerem que ela pode estar mais próxima às famílias da subordem Eurylaimi.

## Sistemática
- gênero Philepitta
- gênero Neodrepanis